# James Crosskill Mackintosh
Pour les articles homonymes, voir Mackintosh.
James Crosskill Mackintosh, né le 1er février 1839 à Halifax et mort le 8 mai 1924 dans la même ville, est un banquier, courtier en valeurs mobilières et homme politique canadien de la Nouvelle-Écosse qui est maire d'Halifax.

## Biographie

### Jeunesse et éducation
James Crosskill Mackintosh naît le 1er février 1839 à Halifax, en Nouvelle-Écosse, au Canada.
Il est le fils de John Mackintosh, un Écossais qui réside à Halifax lorsqu'il est né. Son père a émigré d'Inverness, en Écosse, tandis que sa mère, Mary Catherine Crosskill, est née d'origine écossaise en Nouvelle-Écosse.
James Crosskill Mackintosh fréquente la St John’s School et la Halifax Free Church Academy (aujourd'hui l'Atlantic School of Theology), il quitte l'école à 16 ans. Il entre à la Banque de Nouvelle-Écosse en tant qu'employé de bureau et commence son apprentissage comme caissier adjoint en 1855.

### Carrière
James C. Mackintosh est nommé premier comptable officiel de la Banque de Nouvelle-Écosse en 1857.
Il rejoint la North British Society en 1859 et en devient le secrétaire en 1860. Il fait ensuite partie du comité général de la Halifax Young Men's Christian Association en 1869-1870. J.C. Mackintosh, presbytérien, est l'un des fondateurs de l'église presbytérienne de Fort Massey en 1871, où il exerce de multiples fonctions.
Après avoir quitté la Banque de Nouvelle-Écosse en 1873, James Crosskill Mackintosh lance une private bank (en) en partenariat avec Mather Byles Almon (en). L'entreprise est connue sous le nom de Almon & Mackintosh, Bankers and Brokers et possède des bureaux au 39 Tower Road avant de déménager au 166 Hollis Street,.
Il entre à la Bourse de Halifax, fondée le 1er janvier 1874, en tant que courtier et en devient le président. Au milieu des années 1870, il devient agent de la Prince Edward Island Steam Navigation Company.
James Crosskill Mackintosh occupe les fonctions de junior vice-président et de premier vice-président de la North British Society avant d'être élu président en 1877. À cette époque, il fonde une entreprise distincte d'Almon & Mackintosh sous le nom de J.C. Mackintosh & Co. Il finit par agrandir la société de courtage et de banque pour y inclure des succursales à Montréal, St. John (N.-B.), Fredericton et New Glasgow.
Le banquier et agent financier général fait partie du comité exécutif de la Chambre de commerce de Halifax en 1878.
J.C. Mackintosh s'engage dans la politique et est élu au conseil municipal de Halifax en 1878. Il est alderman et juge de paix de la ville de Halifax pendant cinq ans sous Stephen Tobin (en) et Fraser. Le 22 octobre 1878, il rédige un rapport sur l'état des finances de la province. Dans les années 1880, il siège au conseil de santé et au conseil des commissaires des travaux publics. En tant qu'alderman, il joue un rôle moteur dans les réformes de l'évaluation et introduit avec succès un meilleur système de collecte des impôts et de comptabilité au sein du conseil municipal.
En 1884, il est élu maire de Halifax. Il occupe cette fonction jusqu'en 1887 et Patrick O'Mullin lui succède à la fin de son mandat. En tant que maire, il lance des projets de travaux publics, notamment la fondation de la Halifax Dry Dock et la rénovation de Grand Parade. Il joue également un rôle clé dans la mise en place d'un service régulier de ferry entre Dartmouth et Halifax.
J. C. Mackintosh est nommé au comité international de la Halifax Young Men's Christian Association en juillet 1886. Il devient ensuite président de la section d'Halifax. Nommé vice-président de la Victoria School of Art and Design (aujourd'hui NSCAD) en 1888, il occupe ce poste pendant un mandat avant de rester directeur et d'agir en tant qu'auditeur en 1897.
En 1889, il est vice-président de la Starr Manufacturing Co., présidée par William James Stairs.
James Crosskill Mackintosh dirige la Société pour la prévention de la cruauté envers les animaux (SPCA) en Nouvelle-Écosse en tant que président entre 1890 et 1891. Soutien de longue date de la Halifax School for the Blind, il est nommé bienfaiteur en 1892 après avoir siégé pendant dix ans au conseil d'administration. En 1898, il est vice-président de l'école et fait partie de plusieurs comités permanents.
Il s'associe à Thomas Edward Kenny (en), Thomas Fysche et John Fitzwilliam Stairs (en) pour fonder l'Eastern Trust Company en 1893. Le 7 avril de la même année, il est nommé directeur provisoire.
En tant que membre du Halifax Board of Trade (aujourd'hui Halifax Chamber of Commerce), il siège au Board of Arbitrators au milieu des années 1890.
À titre de président en 1895, James C. Mackintosh supervise le Y.M.C.A. à Halifax et sa succursale de Richmond. Il préside le comité provincial de l'organisation pour les provinces maritimes en tant que membre correspondant du comité international.
Son gendre John E. Wood devient partenaire de J. C. Mackintosh & Co. en 1904 après avoir épousé sa fille Gertrude Mary Mackintosh. Cette année-là, J. C. Mackintosh est élu au conseil d'administration de la Dartmouth Electric Light Company. Il occupe les fonctions de vice-président et de directeur à la Eastern Canada Savings & Loan Co. sous la présidence de S.M. Brookfield. En 1905, James Crosskill Mackintosh siège au conseil d'administration du Dalhousie College jusqu'en 1919.
En 1914, il occupe plusieurs postes importants dans le monde des affaires, dont celui de président de Starr Manufacturing Co. et de directeur de Eastern Trust Co. et de St. Croix Lumber Co. Il conserve le contrôle de ses activités bancaires jusqu'en 1922, date à laquelle il est contraint de le céder à son fils A.F. Mackintosh et à J.E. Wood.

### Vie personnelle
J. C. Mackintosh épouse Emma Isabel Grant le 15 avril 1869 et a un fils nommé Alexander Forrester Mackintosh en 1877. Sa femme s'implique fortement dans le Local Council of Women of Halifax, dont elle est la présidente.
Sur le plan politique, J. C. s'aligne sur le Parti conservateur du Canada. Il assiste au discours de l'honorable Charles Tupper le 16 novembre 1875 à Halifax. Il participe à diverses sociétés ainsi qu'à des organisations civiques et éducatives. Il devient membre du Halifax Club. Dès 1875, il soutient l'école industrielle protestante de Halifax. Il rejoint ensuite le Canadian Club d'Halifax en 1907.
Le banquier d'affaires est actionnaire de la Bank of British North America à la fin des années 1890.

### Mort
James Crosskill Mackintosh meurt le 8 mai 1924 à Halifax en Nouvelle-Écosse au Canada.

## Publications
- (en) J. C. Mackintosh, W. C. Silver et Edward Henry Keating, Memoranda on the short-line railway question, 1885 (présentation en ligne, lire en ligne)
- (en) The mayor's address and general review of affairs of the city government, novembre 1886 (lire en ligne)